# Jean-Bruno Tagne
Pour les articles homonymes, voir Tagne (homonymes).
Jean Bruno Tagne est un journaliste, écrivain et essayiste camerounais. Ancien chef du Desk politique du quotidien Le Jour, puis directeur général adjoint chargé de l’information à Canal2 International, il est aujourd'hui le Directeur Général adjoint du media en ligne NAJA TV.  
Jean Bruno Tagne est auteur de 3 ouvrages dont les deux premiers Programmés pour échouer paru en 2010 et La Tragédie des Lions Indomptables paru en 2014  sont des enquêtes sur le football camerounais. Son troisième ouvrage intitulé Accordée avec Fraude sorti en 2019, porte quant à lui sur la fraude électorale,.

## Biographie

### Débuts
Jean Bruno Tagne grandit dans un petit village en pays bamiléké. Son père est instituteur et sa mère ménagère. Il entame ses études primaires à Bangangté et obtient son CEPE à l’école publique Groupe 1 de Bangangté. 
Il fait ses études secondaires au lycée classique de Bangangté et y obtient un Baccalauréat A4 Allemand en 1998. Il intègre la faculté de droit de l’Université de Yaoundé II Soa où il obtient une licence en droit privé. 
Il rejoint par la suite l’École Supérieure des Sciences et Techniques de l’information et de la communication (ESSTIC) de Yaoundé où il obtient son diplôme de journalisme.  En 2017, il prépare un Master en sciences politiques à l’université de Yaoundé II.

### Carrière
Jean Bruno commence sa carrière de journaliste en tant que pigiste au quotidien Mutations alors qu'il est étudiant à l’ESSTIC. Il rejoint le journal Le Jour à sa création en 2007 au poste de Chef du Service Sport jusqu’en 2011 lorsqu’il est promu Chef du Service politique, puis Grand Reporter. 
En 2013, il est nommé membre du Conseil National de la Communication par décret présidentiel et occupe le poste pendant 3 ans. Il est remplacé par Guibai Gatama par un autre décret présidentiel le 24 mars 2016.
Après près de dix années de carrière dans la presse écrite, il se lance dans la télévision en rejoignant Canal 2 International. Il est recruté par la télévision privée comme directeur général adjoint chargé de l’information ; puis occupe en 2017 le poste de directeur général adjoint chargé de la prospective et du développement. Il est le concepteur et présentateur de La Grande Interview sur Canal 2 International, l'une des émissions de télévision les plus regardées au Cameroun. 
En avril 2019, il est limogé de la chaine de télévision privée pour abandon de poste. Cependant diverses sources parlent de tensions entre le patron de la chaine Emmanuel Chatué  et le journaliste Jean Bruno Tagne, déjà qualifié d’indiscipliné et rappelé à l’ordre par la chaine sur les réseaux sociaux. Il avait d'ailleurs été suspendu d’antenne quelque temps tôt du fait de ses positions très critiques vis-à-vis du gouvernement
Après plusieurs mois de silence, il revient sur les écrans à travers le media en ligne Naja TV en septembre 2019 avec une émission d'interview baptisée En Attendant le Grand Dialogue National dans laquelle il reçoit des hommes politiques et leaders de la société civile. Il est depuis 2019, le directeur général adjoint du groupe audiovisuel Naja International.

### Ouvrages
Son premier livre Programmés pour échouer. Enquête sur la débâcle des Lions Indomptables en Afrique du Sud sorti en 2010 aux éditions du Schabel et porte sur l'échec de l'équipe nationale de football au cours de la coupe du monde 2010 en Afrique du Sud, compétition à laquelle le journaliste a participé. Dans son livre, il  fait écho des nombreuses combines autour des Lions indomptables, les histoires de corruption et de vol d’argent etc. Son ouvrage est soumis aux candidats à l’examen BTS (Brevet des Techniciens Supérieur) en journalisme au Cameroon. 
Le deuxième livre intitulé La Tragédie des Lions Indomptables parait en 2014.  
Son troisième livre intitulé Accordée avec Fraude : de Ahidjo à Biya, comment sortir du cycle des élections contestés? est publié en 2019 aux Éditions du Schabel co-édité par Wesleg Nanse. L'auteur y parle de l'ingénierie de la fraude mis en place au Cameroun  (bourrage des urnes, ouverture tardive des bureaux de vote, corruption des électeurs, censure de l’opposition, contrôle de l’État sur les institutions électorales) et qui compromet le processus électoral et l'alternance. La présentation de cet ouvrage s'est déroulée le 12 août 2019 à la Librairie des Peuples Noirs à Yaoundé.  
En 2020, il participe à la rédaction de la biographie de Jean-Rameau Sokoudjou, le roi des Bamendjou. En novembre 2021, Jean-Bruno Tagne est nommé Directeur de Campagne de Samuel Eto’o pour sa candidature à l’élection à la présidence de la fédération camerounaise de football ( FECAFOOT). En décembre 2023, il publie un livre intitulé "L'Arnaque" dans lequel il pointe la dérive autoritaire de Samuel Eto’o à la fédération camerounaise de football (FECAFOOT).

### Vie personnelle
Jean Bruno Tagne est marié et père de 3 enfants dont le dernier est né en 2019.

## Prix et Distinctions
Jean Bruno Tagne a remporté deux fois le prix de L’interviewer de l’Année au Awards des Médias 2018 et 2019.